# Памятник Ленину (Казань)
Па́мятник Ле́нину на площади Свободы — главный памятник вождю Великой Октябрьской социалистической революции в столице Татарстана. Его официальное название: Памятник Владимиру Ильичу Ленину — великому вождю мирового пролетариата. Авторами памятника являются лауреат двух Сталинских премий (1950, 1951) скульптор П. П. Яцыно и архитектор А. И. Гегелло.

## Территориальное расположение

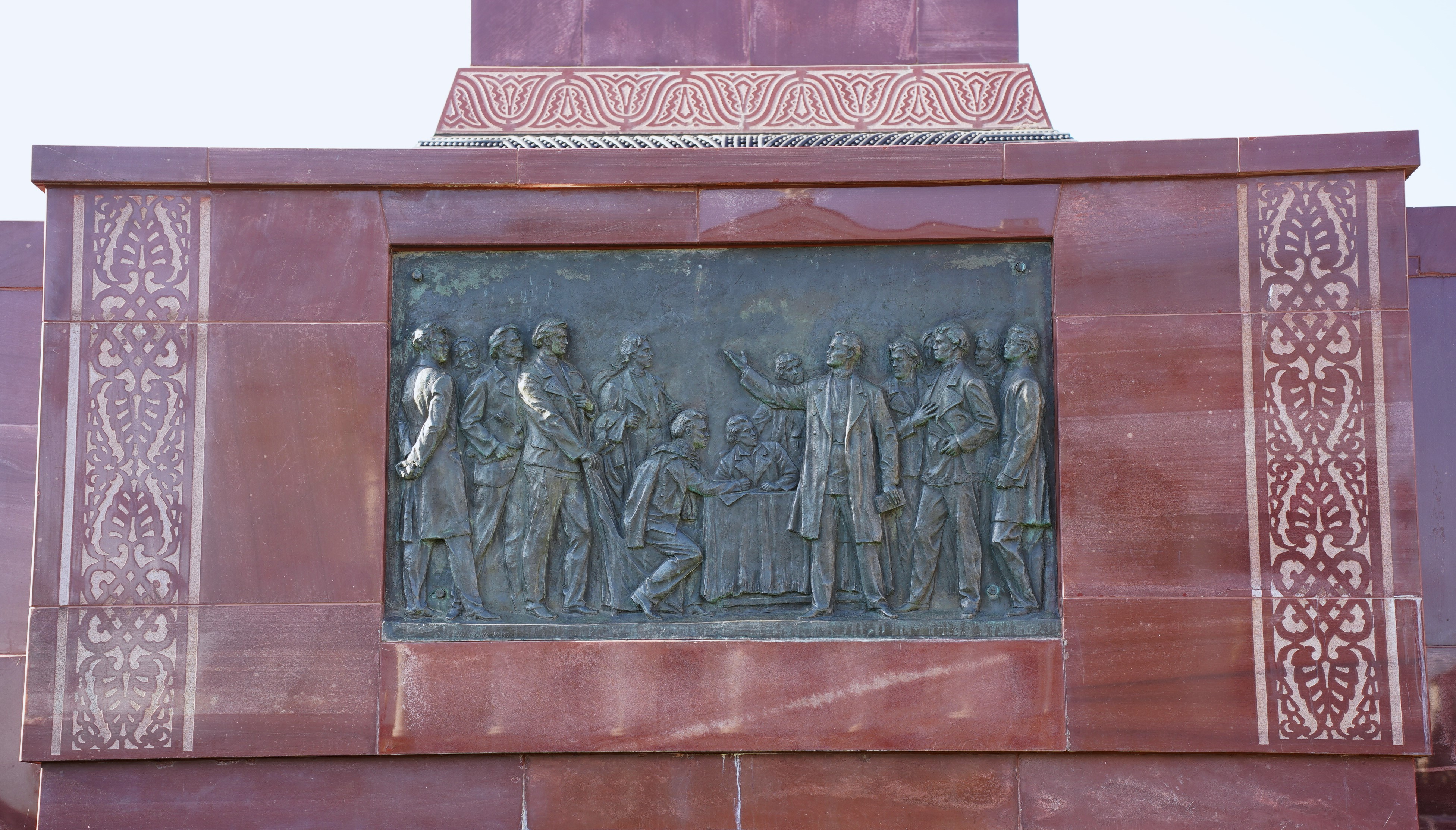
Барельеф на лицевой стороне трибуны памятника Ленину с изображением студенческой сходки в Казанском университете 1887 года

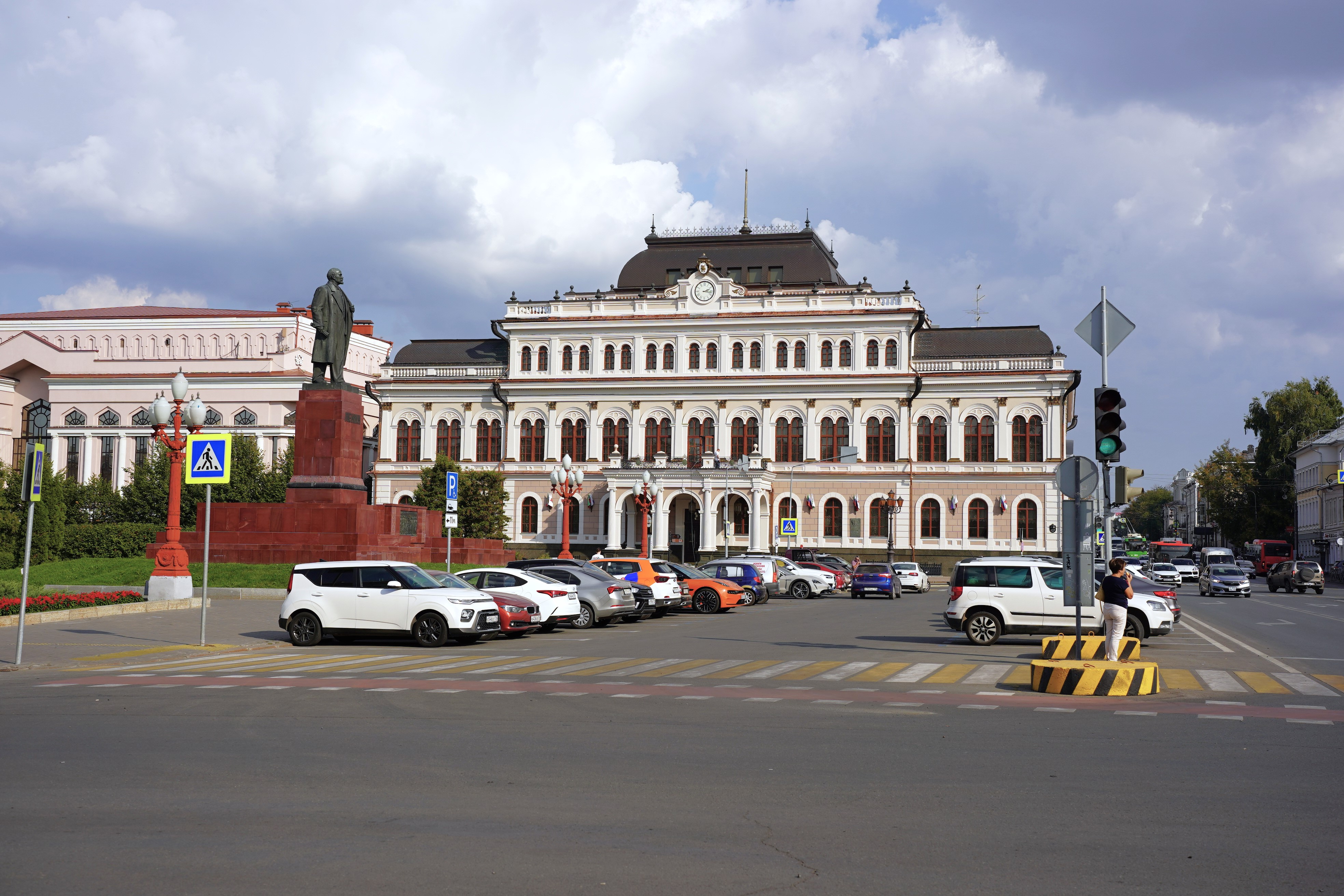
Памятник Ленину и Казанская Ратуша на площади Свободы

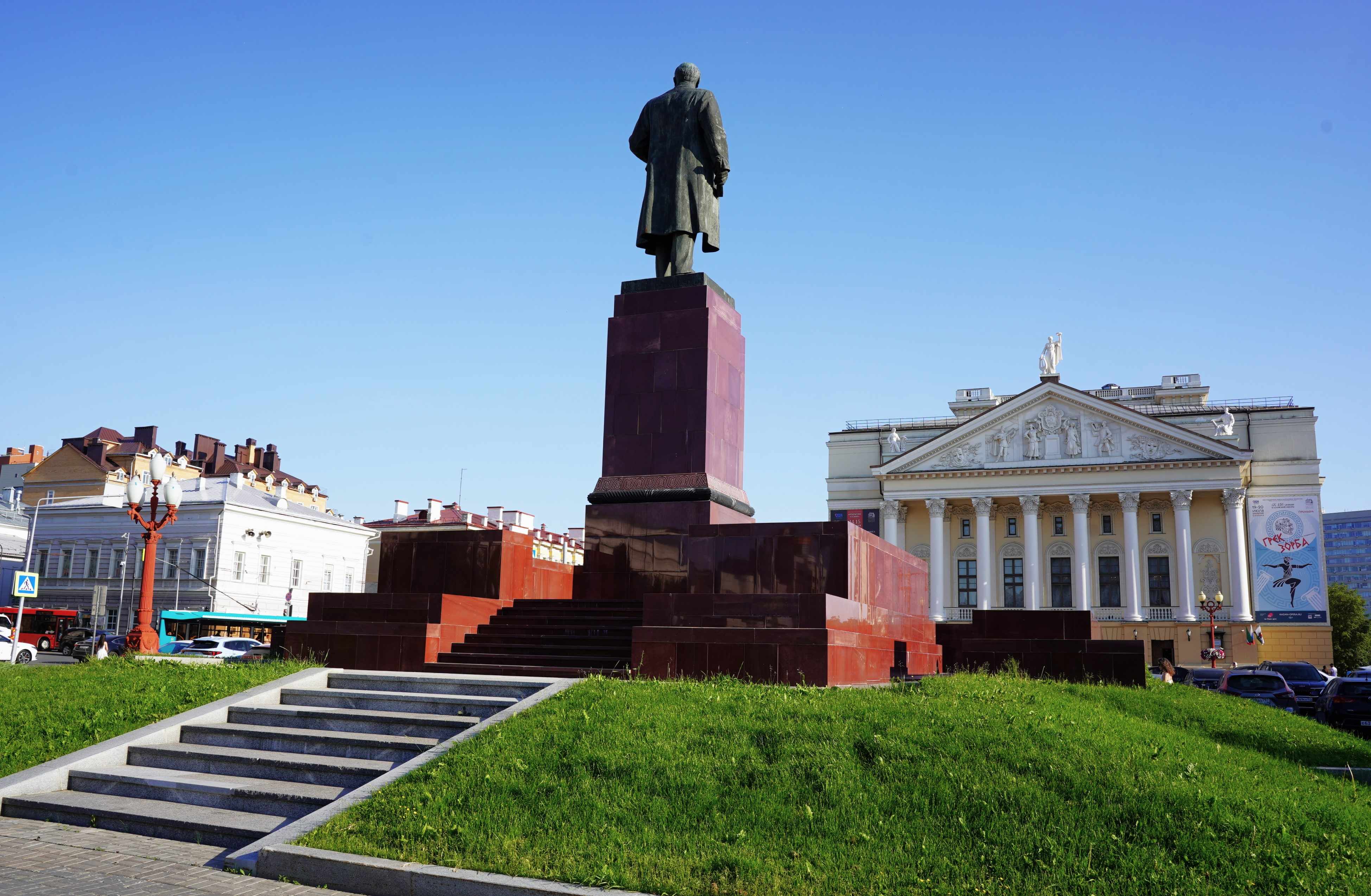
Памятник Ленину на площади Свободы: вид с тыла

Памятник Ленину расположен в Вахитовском районе Казани, на продольной оси площади Свободы перед главным фасадом здания Татарского театра оперы и балета имени Мусы Джалиля. Он является композиционным центром площади, которая в советский период была основным местом проведения массовых официальных политических мероприятий, в том числе праздничных демонстраций 1 мая и 7 ноября. По этой причине в нижней части постамента памятника Ленину предусмотрена трибуна, с которой руководители Татарской АССР приветствовали участников демонстраций.  

## Описание
Памятник Ленину на площади Свободы является самым большим монументом вождю Октябрьской революции в Казани. Его общая высота составляет 14 м (высота скульптуры Ленина — 4,8 м; высота постамента — 9,2 м); вес скульптуры Ленина — 4 тонны 398 кг.  

Памятник решён в традициях советской монументальной скульптуры. Характер пластического решения способствует созданию величественного образа. Фигура вождя дана в спокойной позе. Статичная композиция, сдержанные пластические формы, ясность и чёткость силуэта придают скульптуре торжественность, значительность и выразительность. В единую объёмно-пространственную композицию памятника входит прямоугольный постамент со ступенчатой трибуной, облицованный плитами тёмно-красного шокшинского кварцита. В центре лицевой части трибуны вмонтирован бронзовый барельеф, посвящённый студенческой сходе 1887 года в Казанском университете, увековечивающий первое революционное выступление вождя. На постаменте надпись: „ Ленин“.— Новицкий А. И.
Скульптура Ленина выполнена из бронзы и состоит из 12 частей, отлитых кусочным методом на Ленинградском металлическом заводе «Монументскульптура». Барельеф с изображением студенческой сходки в Казанском университете 1887 года отливался на металлическом заводе художественного литья в г. Мытищи (размер барельефа — 90 см × 150 см).

## История

### Конкурс на создание памятника Ленину
Решение об установке памятника Ленину в Казани было принято постановлением ЦК ВКП(б) и Совнаркома СССР № 980 от 8 июня 1940 года в связи с 20-летием образования Татарской АССР. Был объявлен закрытый конкурс, на который решением Управления по делам искусств СНК СССР были выдвинуты три коллектива в составе скульптора и архитектора — С. Д. Меркуров и И. А. Француз (Москва), В. Б. Пинчук и А. И. Гегелло (Ленинград), С. С. Ахун и П. Т. Сперанский (Казань).  

Памятник был задуман поистине колоссальный — конкурс подразумевал создание памятника вождю высотой 7,5 метра, общая высота вместе с пьедесталом должна была составить 29 метров „с прицелом для того, чтобы монумент был обозреваем не только с любой точки города, но и с Волги“.— Хисамова Д. Д.
Согласно воспоминаниям участника конкурса архитектора А. И. Гегелло, изначально памятник Ленину планировалось установить в восточной оконечности площади Куйбышева (ныне — площадь Тукая), на холме, где сейчас находится памятник Муллануру Вахитову. Но по итогам рассмотрения конкурсных проектов, где победителем был признан проект В. Б. Пинчука и А. И. Гегелло, было объявлено о новом месте установки памятника Ленину — на площади Свободы. Другую версию излагает казанский искусствовед Д. Д. Хисамова, которая, опираясь на архивные источники, утверждает, что с самого начала проведения конкурса рассматривалось три возможных места установки памятника Ленину: площадь Куйбышева, площадь 1 Мая и площадь Свободы.
По итогам рассмотрения конкурсных работ победителем был признан проект В. Б. Пинчука и А. И. Гегелло. 
В проекте С. Д. Меркурова членов конкурсной комиссии «не удовлетворило недостаточное идейное наполнение произведения, глубина и выразительность образа вождя; в характере позы, направлении движения корпуса, жесте поднятой вверх руки они усмотрели „салонность“ и слащавость». В отношении проекта С. С. Ахуна критические замечания касались трактовки образа вождя, которая, будучи интересной по замыслу, «не нашла адекватного пластического воплощения и оказалась „загубленной“ театральной аффектацией позы и жеста. Его внутренняя динамика была решена в чрезмерно упрощённой, внешне стремительной и резкой порывистости движения, чуждой требованиям монументальности. Фигура осталась недоработанной и в плане пропорций, а также силуэта». 
Признанный победителем конкурса проект скульптора В. Б. Пинчука и архитектора А. И. Гегелло ближе других подходил к решению задачи. «В трактовке фигуры была дана попытка раскрыть образ, выразив его внутреннюю динамику во внешней сдержанности. В композиции фигуры есть собранность, пластическая компактность. Но комиссия отметила и недочёты: незначительное нарушение пропорций, некоторую вялость силуэта. Архитектурная часть оказалась наиболее вдумчиво и тщательно проработанной, органически увязанной с рельефом».
В апреле — мае 1941 года победителями конкурса был предложен новый проект с привязкой к архитектурному пространству площади Свободы, но из-за начавшейся вскоре Великой Отечественной войны (1941—1945) его реализация была остановлена. Вновь приступили к работе в 1945 году, однако до утверждения окончательного варианта памятника дело не дошло. Проект постамента с трибунами работы А. И. Гегелло был одобрен, но скульптуру Ленина работы В. Б. Пинчука так и не утвердили (по другой версии — В. Б. Пинчук затягивал предоставление проекта). В 1953 году выданный В. Б. Пинчуку заказ на изготовление памятника вождю был аннулирован. И тогда же для установки в Казани была предложена другая скульптура Ленина — работы П. П. Яцыно, за которую тот получил вторую Сталинскую премию (1951) и которая органично подошла к постаменту работы А. И. Гегелло. 

Была изготовлена новая модель памятника, и в сентябре 1953 г. проект был снова представлен на рассмотрение в Казань. 20 сентября состоялось широкое общественное обсуждение, на котором проект в целом, включая место его постановки, был одобрен, а 22 сентября утверждён Исполкомом Казанского городского Совета.— Гегелло А. И.
Работа по строительству постамента проводились с 8 октября по 19 ноября 1953 года, скульптура Ленина была установлена на постамент и открыта 7 ноября 1954 года.

### Памятник Ленину как политический символ
Открытие памятника Ленину символизировало превращение площади Свободы в центр политической жизни города. Окончательно это произошло в 1962 году после завершения строительства с северной стороны площади здания Татарского обкома КПСС. В советский период перед памятником Ленину на площади Свободы проводились официальные политические мероприятия, в том числе праздничные демонстрации 1 мая и 7 ноября.
С конца 1980-х годов им на смену приходят политические акции (митинги, пикеты) различных идеологических течений оппозиции. В постсоветский период площадь Свободы с памятником Ленину становится одним из центров митинговой активности представителей оппозиционных коммунистических организаций, в том числе Коммунистической партии Российской Федерации (КПРФ). 
10 декабря 2011 года у памятника Ленину состоялся стихийный протестный митинг оппозиции с жёсткой критикой итогов выборов в Государственную Думу шестого созыва. 
Со временем митинговая активность на площади Свободы была законодательно ограничена, в том числе благодаря локализации легальных уличных политических мероприятий в специально отведённых местах. С этого времени публичная политическая активность перед памятником Ленину стала носить эпизодический характер, в основном ограничиваясь малочисленными легальными мероприятиями КПРФ.

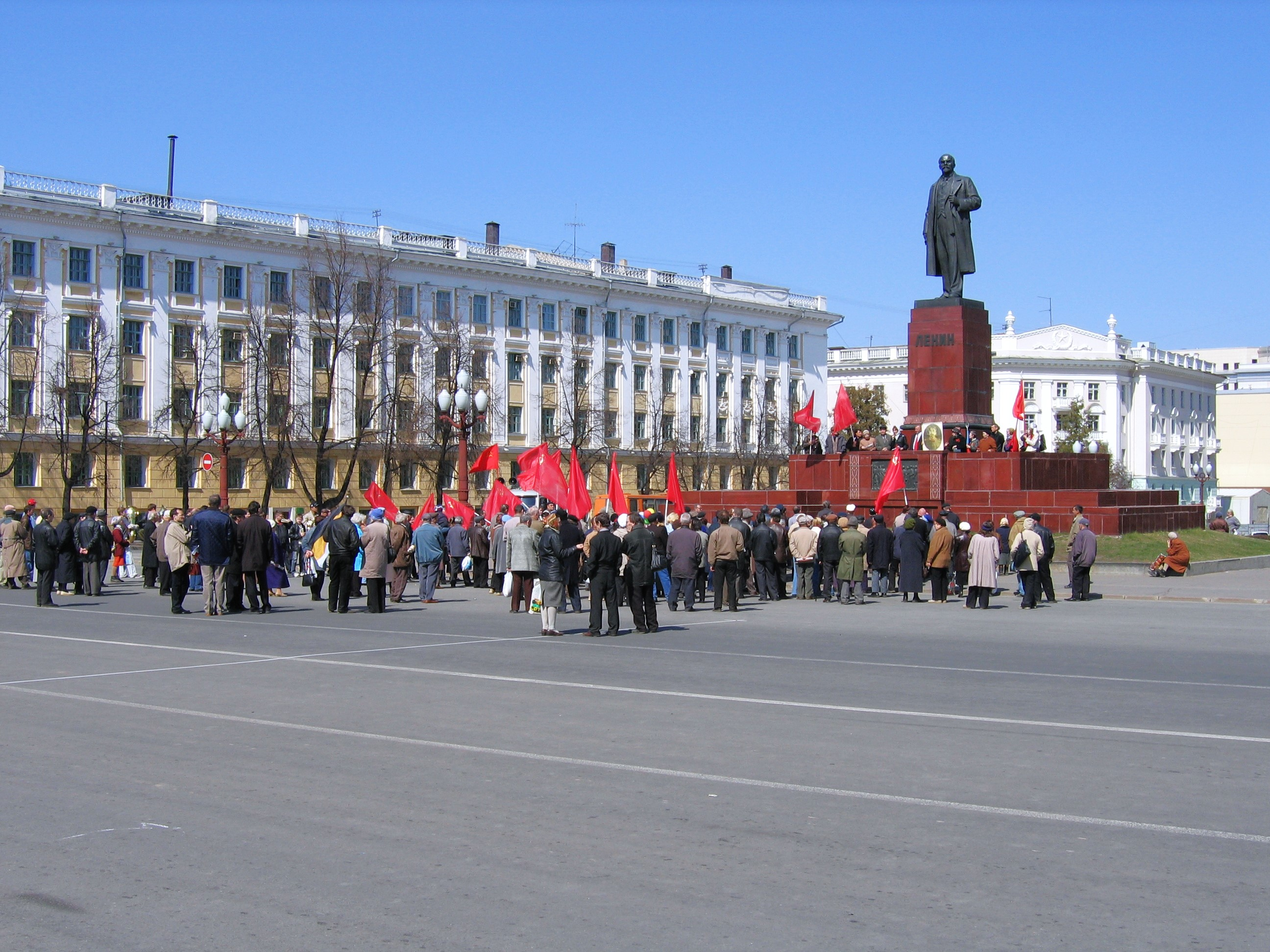
Первомайский митинг активистов КПРФ, 1 мая 2006 года
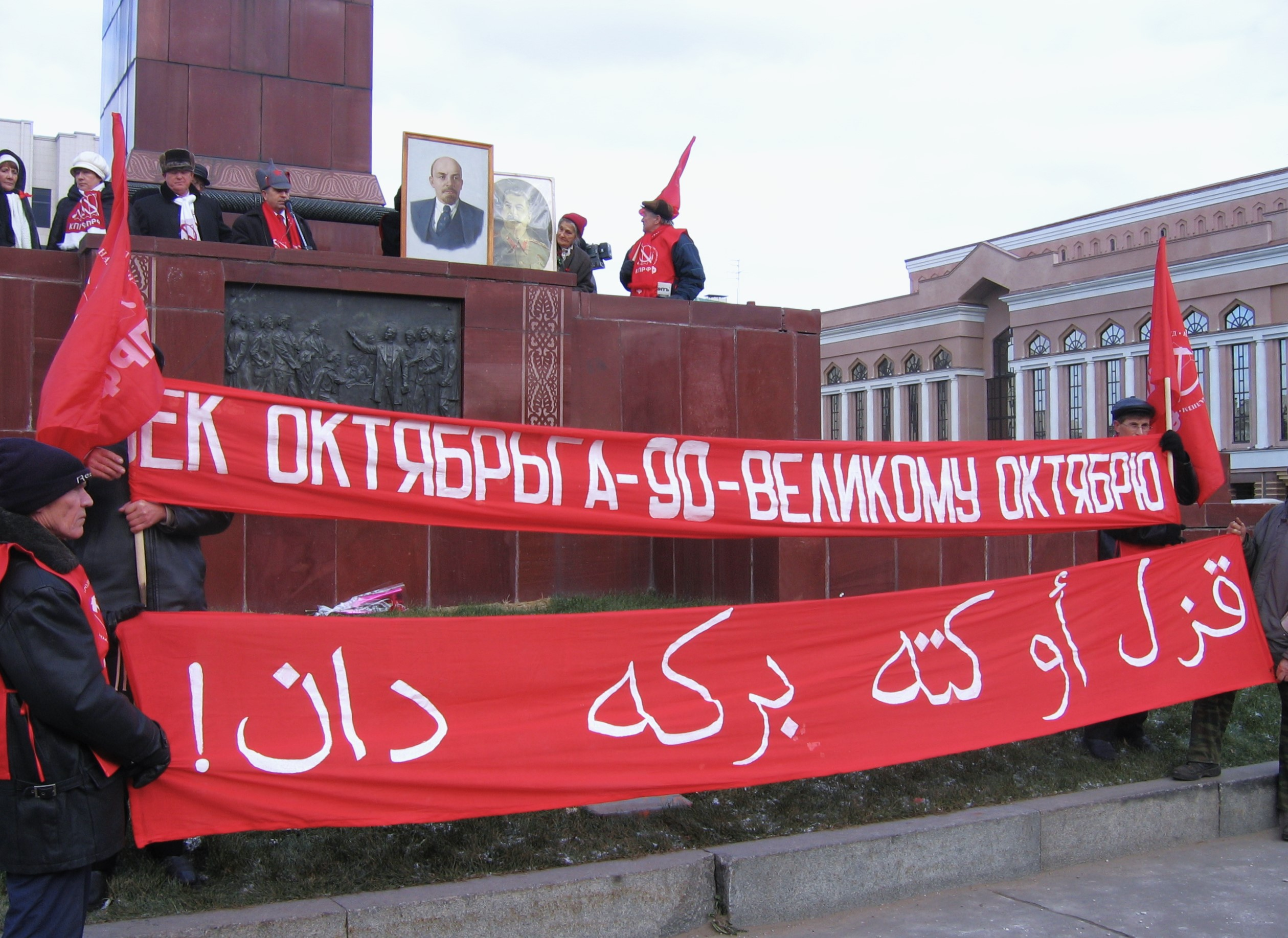
Митинг КПРФ в честь 90-летия Октябрьской революции, 7 ноября 2007 года
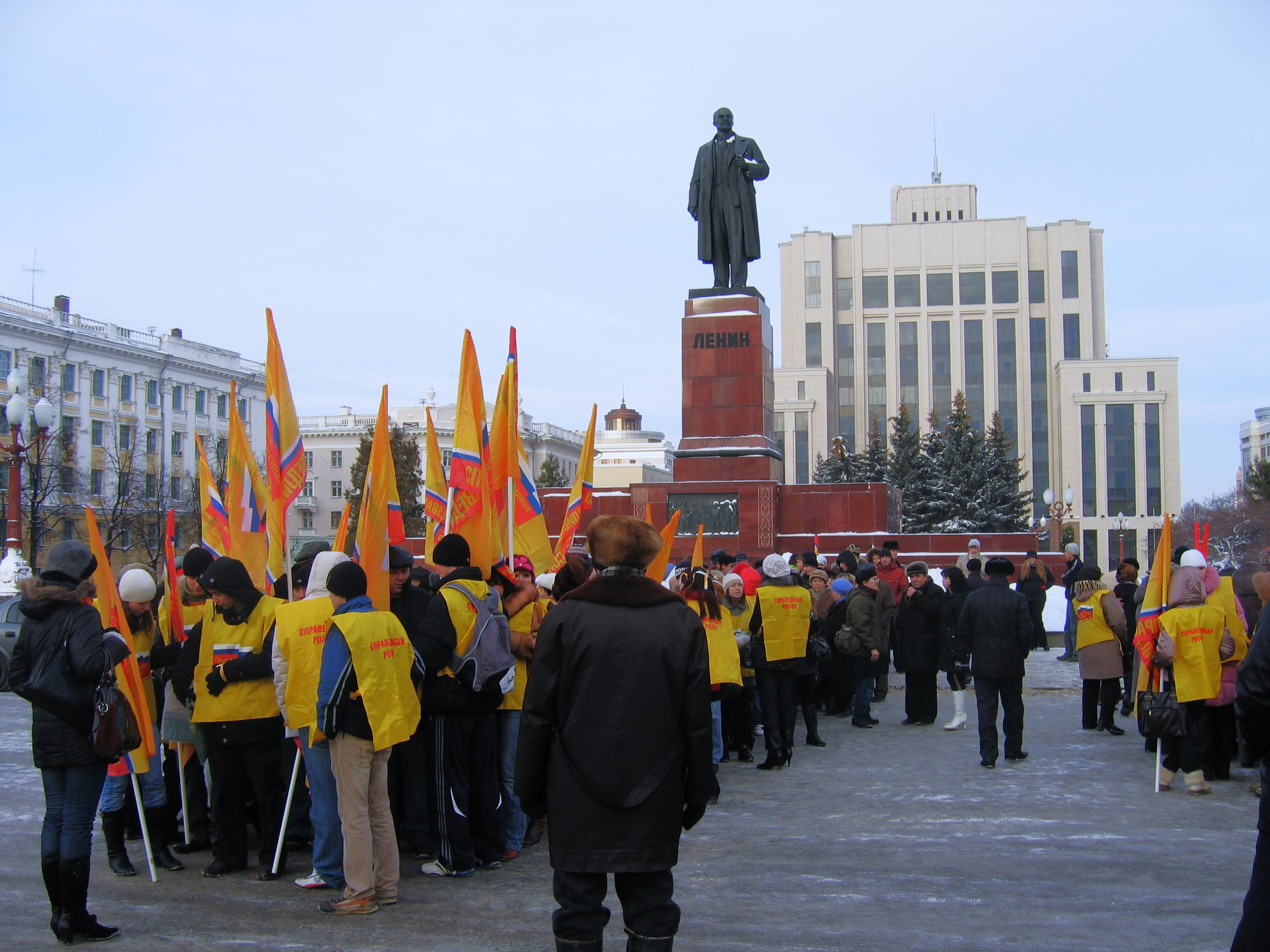
Активисты партии «Справедливая Россия» готовятся к началу шествия, 30 ноября 2007 года
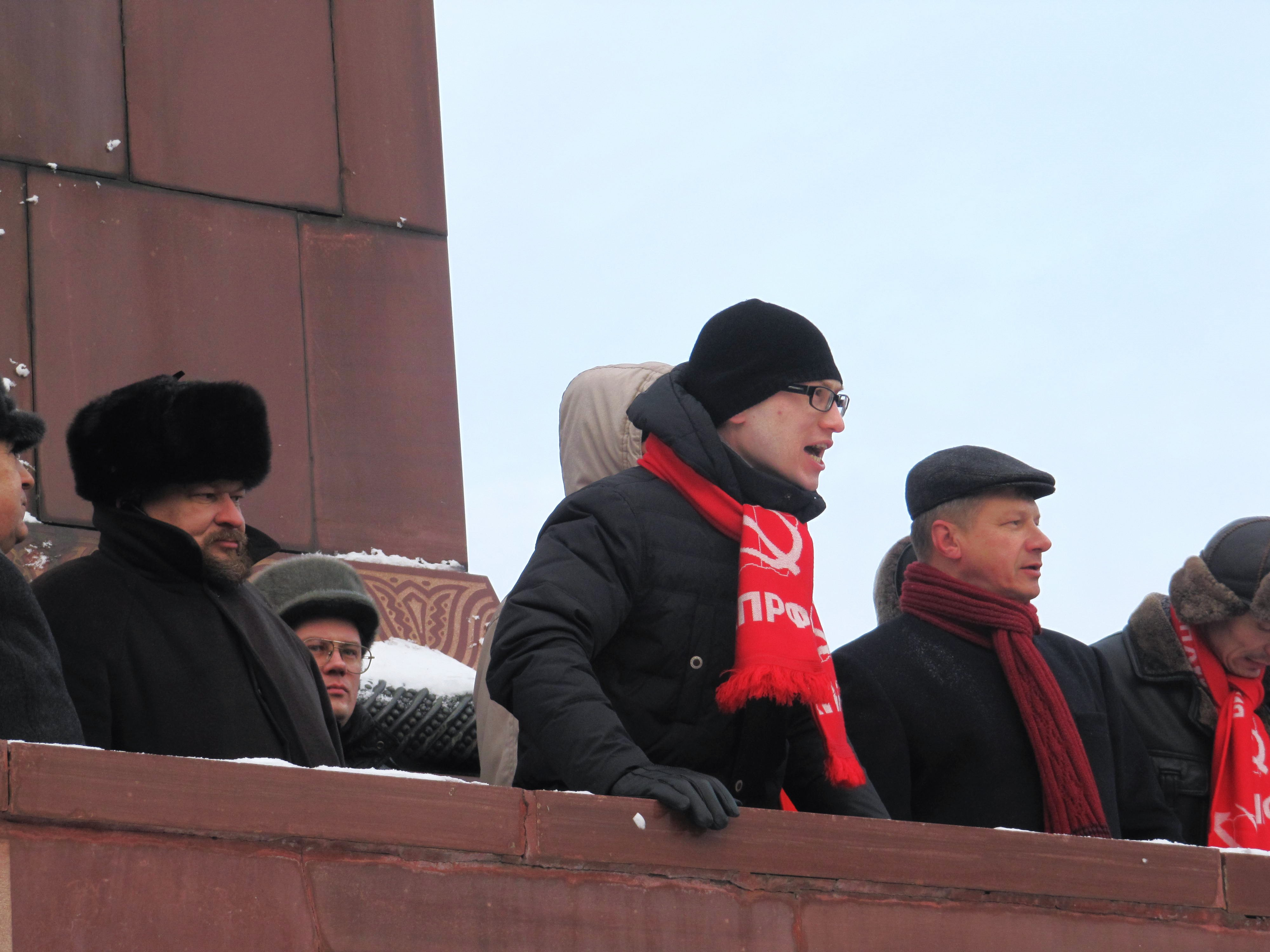
Участники стихийного протестного митинга оппозиции на трибуне памятника Ленину, 10 декабря 2011 года
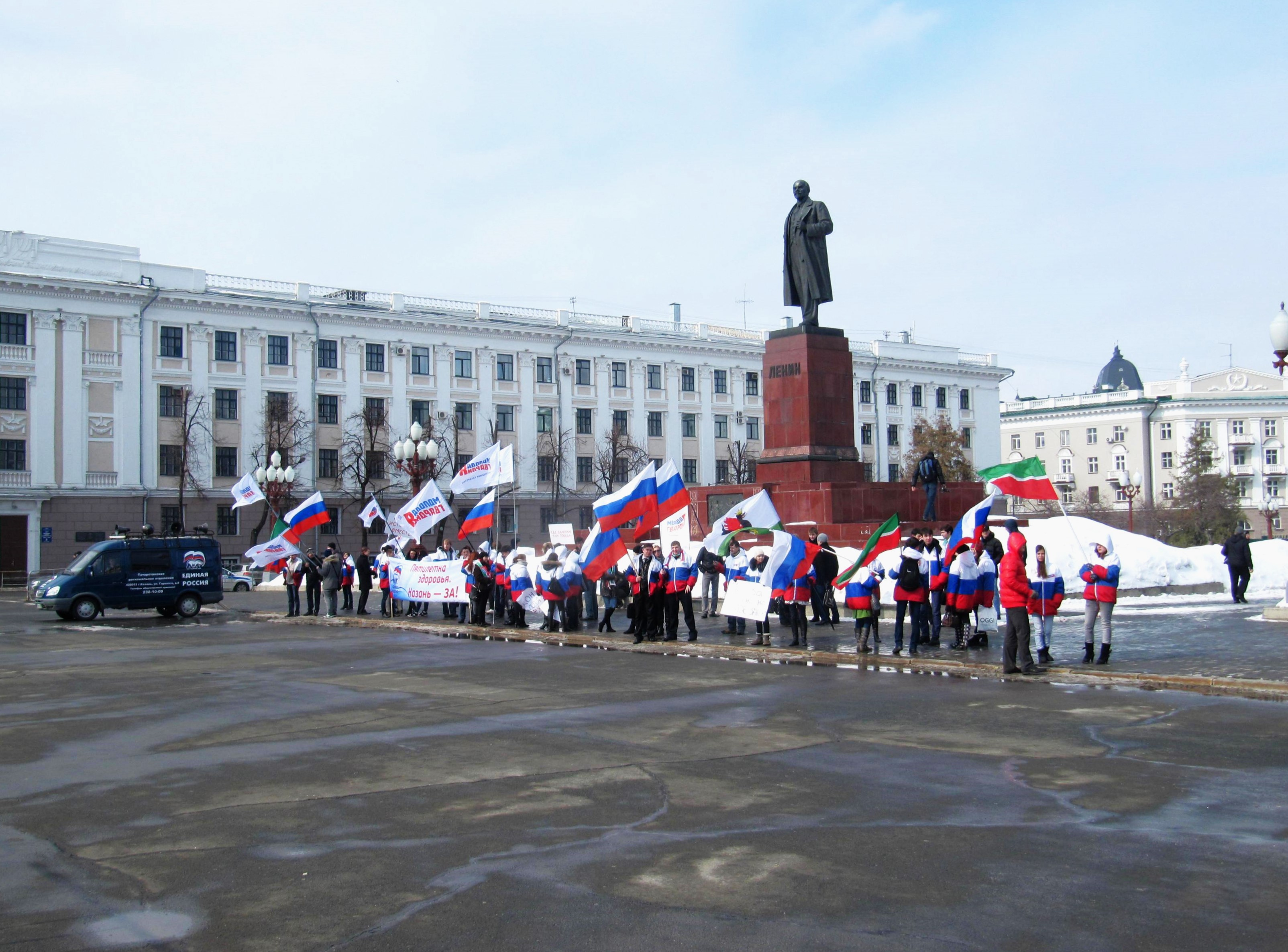
Пикет активистов «Молодой Гвардии Единой России», 24 марта 2012 года
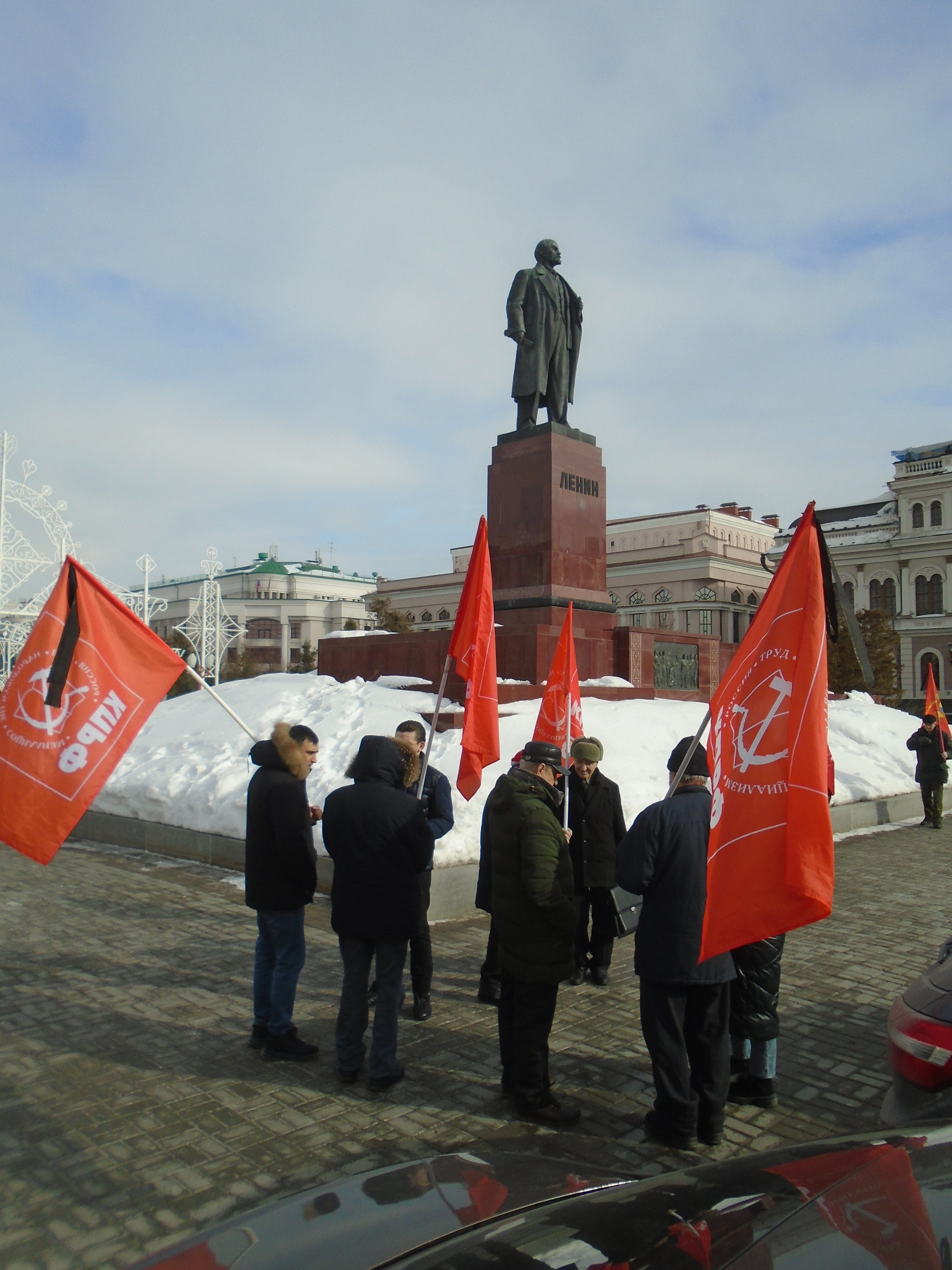
Акция КПРФ в честь 71-й годовщины со дня смерти И. В. Сталина, 5 марта 2024 года

### Реконструкция памятника Ленину

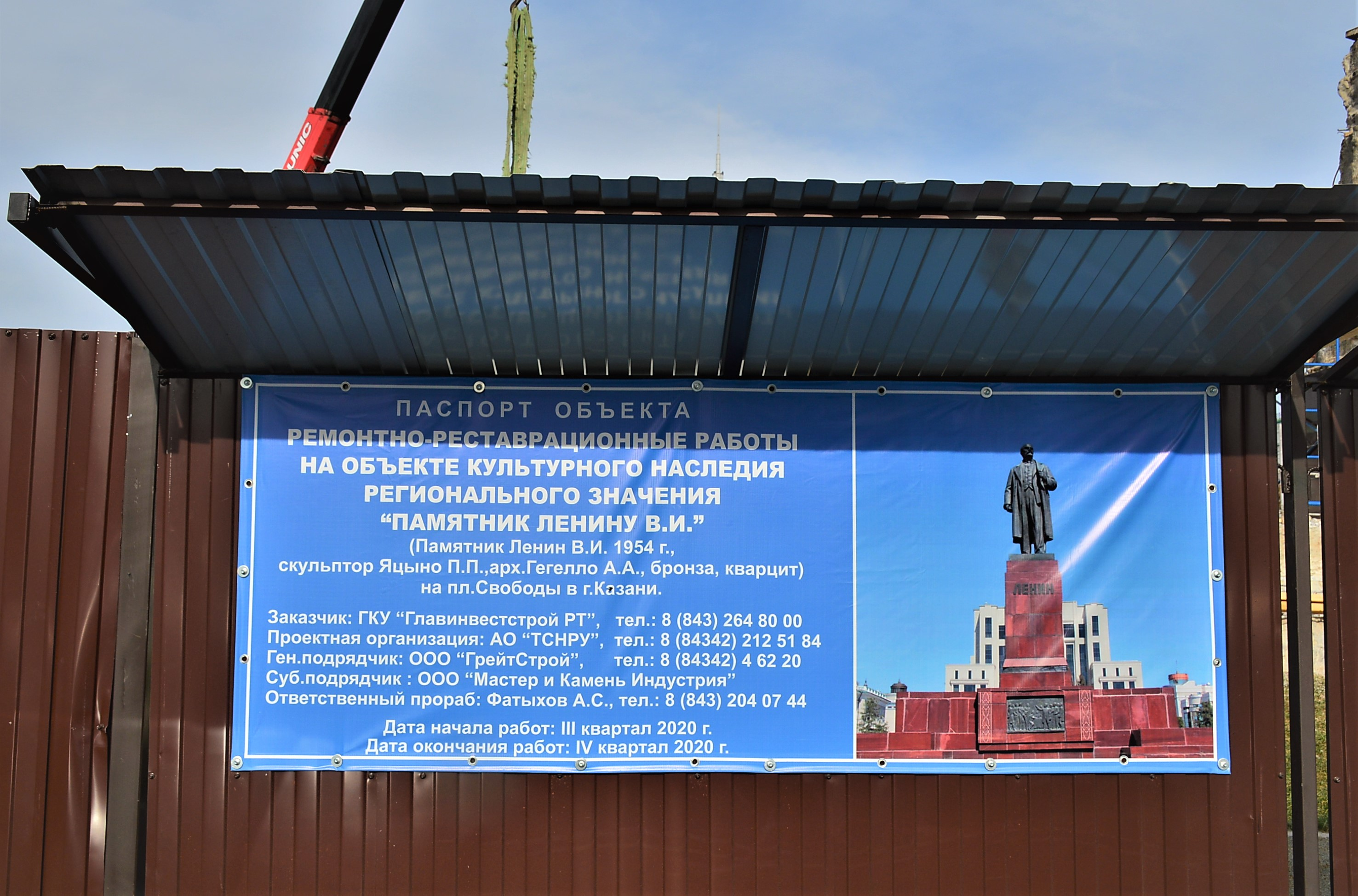
Информация о реставрации памятника Ленину на площади Свободы, октябрь 2020 года

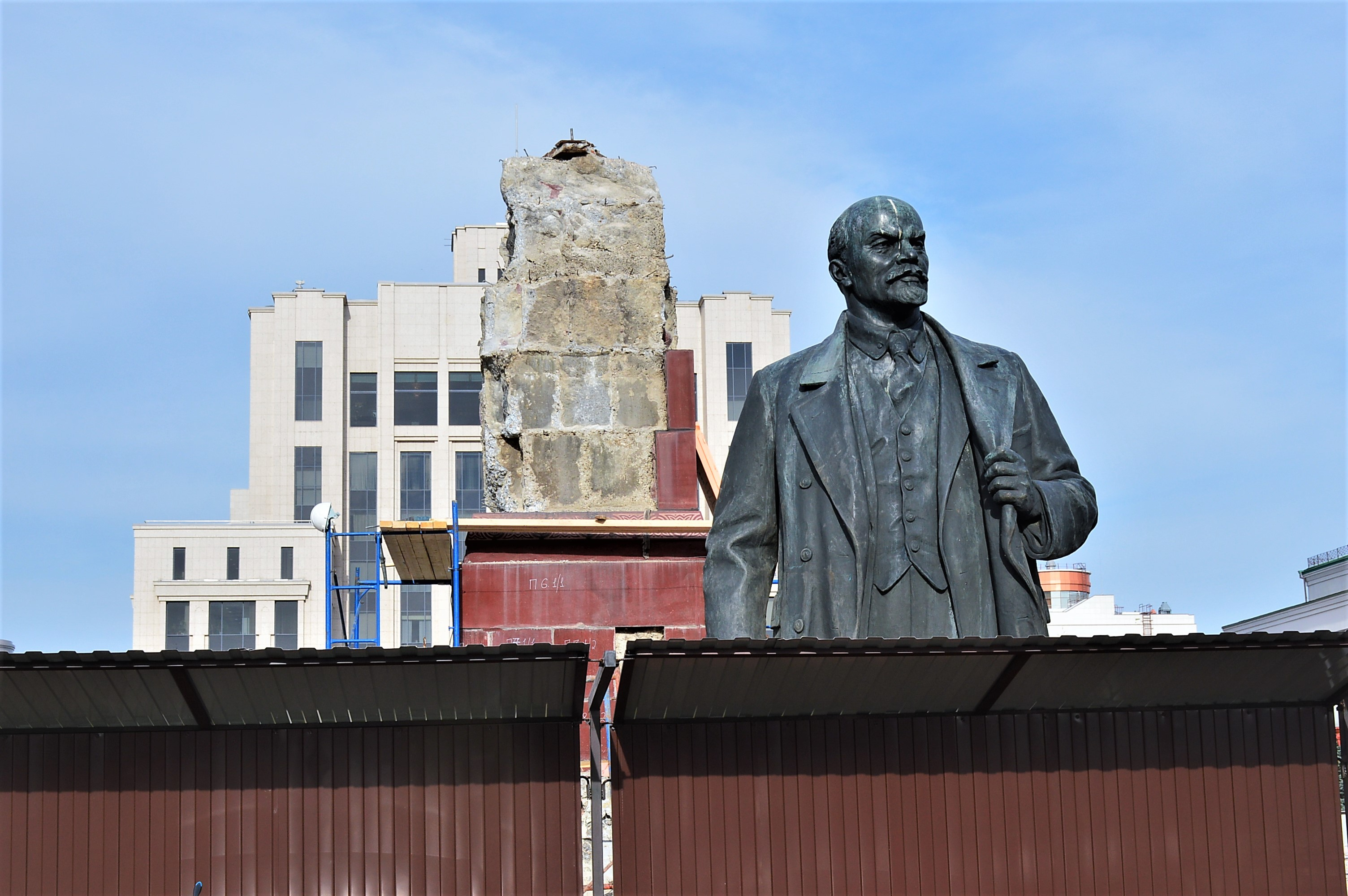
Скульптура Ленина, снятая с постамента для реставрации, октябрь 2020 года

В советский период проводился только косметический ремонт памятника. Первый такой ремонт потребовалось провести уже через два года после его установки, когда в сентябре 1956 года были закреплены пять выпадавших с постамента кварцитовых плит. 
В составленном в 1960 году паспорте значилось, что состояние монумента Ленину неудовлетворительное, «требуется капительный ремонт архитектурной части памятника».
Полноценная капитальная реконструкция памятника Ленину на площади Свободы (первая за 66 лет с момента его установки) была проведена с октября 2020 года по май 2021 года. Тогда полностью обновили бетонное основание постамента и провели химическую отчистку скульптуры. Эти работы осуществляли специалисты Кукморского камнеобрабатывающего завода «Мастер и Камень Индустрия». Снятую с постамента 11 октября 2020 года для реставрации скульптуру Ленина в декабре того же года вернули на место, а 27 мая 2021 года полностью обновлённый памятник Ленину был открыт (затраты на реставрацию составили почти 43 млн рублей).

## Аналогичные скульптуры
Памятник Ленину в Казани, стоящий на площади Свободы, имеет аналоги в нескольких городах России.
В 1954 году такие же скульптуры, но на различных постаментах, были установлены в Москве перед Главным павильоном ВСХВ (в 1959—1992 годах — ВДНХ СССР), в Ялте — на площади Ленина; в 1955 году — в Кронштадте; в 1957 году — в Грозном на площади Ленина (демонтирован в 1991 году); в 1958 году — в Ижевске на улице Советской.